# Kevin Mirallas
Kevin Antonio Joel Gislain Mirallas y Castillo (Luik, 5 oktober 1987) - alias Kevin Mirallas - is een Belgische voormalig voetballer van Spaanse afkomst die als aanvaller speelde. Mirallas debuteerde in 2007 in het Belgisch voetbalelftal en speelde 60 interlands voor de nationale ploeg.

## Carrière

### Jeugd
Kevin Mirallas is een jeugdproduct van Standard Luik, maar speelde er nooit een wedstrijd in het eerste elftal. In de zomer van 2004 vertrok hij op zestienjarige leeftijd naar Rijsel. Hij maakte zijn debuut op het hoogste niveau in Frankrijk. De jonge aanvaller die zowel op de flanken als in het centrum uit de voeten kan, ruilde de Rouches in voor het OSC Lille van trainer Claude Puel. In Rijsel speelde hij nog een tijdje samen met onder meer Eden Hazard en Patrick Kluivert. Mirallas kreeg in zijn periode bij Lille de bijnaam Ronaldo van de armen, een verwijzing naar zijn speelstijl, die doet denken aan die van Cristiano Ronaldo. Van de supporters van Lille zegt men dan weer vaak dat ze arm zijn.

### AS Saint-Étienne
Na vier seizoenen ruilde Mirallas de club in voor AS Saint-Étienne, waar hij aanvankelijk regelmatig speelde, maar later vaak op de bank zat. Tijdens het seizoen 2009/10 leek er even een overstap naar Standard in de maak, maar uiteindelijk maakte Mirallas het seizoen bij Saint-Étienne gewoon af. 

#### Verhuur aan Olympiakos
Voor het seizoen 2010/11 leende de Franse club hem uit aan het Griekse Olympiakos. In Griekenland vond Mirallas onder meer de Spaanse Belg Urko Pardo terug. De twee konden zich bij Olympiakos in de kijker spelen en Mirallas werd zelfs een publiekslieveling. De aanvaller scoorde enkele belangrijke doelpunten en veroverde drie speeldagen voor het einde al de landstitel.

### Olympiakos
Op 16 mei 2011 nam Olympiakos Mirallas definitief over van AS Saint-Étienne. Zijn tweede seizoen werd een groot succes, hij werd Grieks topschutter. Mede dankzij zijn 20 doelpunten werd de club opnieuw landskampioen. Ook individueel werd hij beloond: door de fans en een panel van experts werd de Belg verkozen tot voetballer van het jaar.

### Everton
Mirallas verruilde Olympiakos in 2011 voor Everton, waar hij het rugnummer 11 kreeg en zijn landgenoot Marouane Fellaini tegenkwam. Mirallas sluit zijn carrière bij Everton af met 186 officiële duels, waarin hij 38 keer scoorde en 34 assists gaf.

#### Verhuur aan Olympiakos
Begin januari 2018 werd Mirallas als een held onthaald in Griekenland. Nadat Olympiakos zijn transfer had aangekondigd, konden de supporters van de Griekse topclub zich niet bedwingen. Ze verzamelden dan ook massaal op de luchthaven en gingen compleet uit hun dak bij de aankomst van de toenmalige Rode Duivel. Olympiakos huurde Mirallas tot het einde van het seizoen en had een aankoopoptie. Sinds 26 november 2017 werd de aanvaller niet meer geselecteerd bij Everton en dus hing een vertrek al een hele tijd in de lucht. Bij Olympiakos vond hij met Silvio Proto, Guillaume Gillet, Vadis Odjidja en Bjorn Engels vier landgenoten terug. In twaalf competitiewedstrijden wist hij twee keer het doel te vinden en was hij goed voor twee assists. De optie in het contract werd niet gelicht.

#### Verhuur aan Fiorentina
In augustus 2018 wordt Mirallas door Fiorentina voor één seizoen gehuurd van Everton waar hij overbodig was geworden. Er was ook interesse uit het Midden-Oosten. Mirallas probeerde bij Fiorentina zijn carrière te herlanceren. Hij is na Luis Oliveira en Anthony Vanden Borre de derde Belg ooit bij La Viola. De Italiaanse subtopper heeft ook een aankoopoptie bedongen om hem daarna definitief over te nemen. Er zou een contract van vier jaar mee gemoeid zijn. Hij moest er de concurrentie aangaan met Marko Pjaca en Federico Chiesa op de flanken. Dat seizoen in de Serie A presteerde hij met veel ups en downs. Hij speelde voor Fiorentina 27 wedstrijden in de Serie A. Hierin was hij goed voor 2 goals en 1 assist. De Italianen lichtten de aankoopoptie niet.

### Antwerp
Bij Antwerp werd Mirallas eind augustus 2019 met de grote trom binnengehaald. Bij Antwerp ondertekende hij een contract tot het einde van het seizoen. Zo staat hij voor zijn debuut in de Jupiler Pro League. De flankaanvaller wilde op de Bosuil zijn carrière bij de Rode Duivels nieuw leven inblazen, maar dat bleek ijdele hoop. De Antwerp-fans kregen nooit de beste Mirallas te zien, die in 21 duels bleef steken op twee goals en twee assists.
Eind augustus 2023 kondigde hij zijn afscheid aan als voetballer.

## Clubstatistieken
| Seizoen | Club                 | Competitie       | Competitie | Competitie | Competitie | Beker | Beker | Beker | Europa | Europa | Europa | Totaal | Totaal | Totaal |
| Seizoen | Club                 | Competitie       | Wed.       | Dlp.       | Ass.       | Wed.  | Dlp.  | Ass.  | Wed.   | Dlp.   | Ass.   | Wed.   | Dlp.   | Ass.   |
| ------- | -------------------- | ---------------- | ---------- | ---------- | ---------- | ----- | ----- | ----- | ------ | ------ | ------ | ------ | ------ | ------ |
| 2004/05 | Lille OSC            | Ligue 1          | 3          | 1          | 0          | 0     | 0     | 0     | 1      | 0      | 0      | 4      | 1      | 0      |
| 2005/06 | Lille OSC            | Ligue 1          | 15         | 1          | 1          | 3     | 0     | 0     | 3      | 0      | 0      | 21     | 1      | 1      |
| 2006/07 | Lille OSC            | Ligue 1          | 23         | 2          | 1          | 4     | 1     | 0     | 5      | 0      | 0      | 32     | 3      | 1      |
| 2007/08 | Lille OSC            | Ligue 1          | 35         | 6          | 2          | 2     | 1     | 0     | —      | —      | —      | 37     | 7      | 2      |
| 2008/09 | AS Saint-Étienne     | Ligue 1          | 30         | 3          | 3          | 2     | 0     | 0     | 8      | 1      | 0      | 40     | 4      | 3      |
| 2009/10 | AS Saint-Étienne     | Ligue 1          | 23         | 0          | 0          | 6     | 1     | 1     | —      | —      | —      | 29     | 1      | 1      |
| 2010/11 | → Olympiakos Piraeus | Super League     | 27         | 14         | 3          | 3     | 0     | 0     | 3      | 0      | 2      | 33     | 14     | 5      |
| 2011/12 | Olympiakos Piraeus   | Super League     | 25         | 20         | 10         | 3     | 0     | 0     | 10     | 0      | 1      | 38     | 20     | 11     |
| 2012/13 | Everton FC           | Premier League   | 27         | 6          | 6          | 6     | 3     | 5     | —      | —      | —      | 33     | 9      | 11     |
| 2013/14 | Everton FC           | Premier League   | 32         | 8          | 9          | 5     | 0     | 2     | —      | —      | —      | 37     | 8      | 11     |
| 2014/15 | Everton FC           | Premier League   | 29         | 7          | 1          | 2     | 1     | 1     | 5      | 3      | 1      | 36     | 11     | 3      |
| 2015/16 | Everton FC           | Premier League   | 23         | 4          | 2          | 7     | 2     | 1     | —      | —      | —      | 30     | 6      | 3      |
| 2016/17 | Everton FC           | Premier League   | 35         | 4          | 7          | 2     | 0     | 0     | —      | —      | —      | 37     | 4      | 7      |
| 2017/18 | Everton FC           | Premier League   | 5          | 0          | 0          | 1     | 0     | 0     | 7      | 0      | 2      | 13     | 0      | 2      |
| 2017/18 | → Olympiakos Piraeus | Super League     | 12         | 2          | 2          | 3     | 0     | 0     | —      | —      | —      | 15     | 2      | 2      |
| 2018/19 | → ACF Fiorentina     | Serie A          | 27         | 2          | 1          | 3     | 0     | 2     | —      | —      | —      | 30     | 2      | 3      |
| 2019/20 | Antwerp FC           | Eerste klasse A  | 18         | 2          | 2          | 3     | 0     | 0     | —      | —      | —      | 21     | 2      | 2      |
| 2020/21 | Gaziantep FK         | Süper Lig        | 28         | 5          | 6          | 3     | 2     | 0     | —      | —      | —      | 31     | 7      | 6      |
| 2021/22 | Moreinense FC        | Primeira Liga    | 9          | 1          | 0          | 0     | 0     | 0     | —      | —      | —      | 9      | 1      | 0      |
| 2022/23 | AEL Limassol         | Protathlima Cyta | 21         | 4          | 2          | 5     | 0     | 0     | —      | —      | —      | 26     | 4      | 2      |
| TOTAAL  | TOTAAL               | TOTAAL           | 447        | 92         | 58         | 63    | 12    | 12    | 42     | 4      | 6      | 552    | 107    | 76     |

## Interlandcarrière
Mirallas speelde voor België –17 en België –19. Hij speelde op het EK –21 in 2007 en mocht in 2008 mee naar de Olympische Spelen in Peking. Daar greep de Belgische ploeg net naast een medaille. Mirallas was op de Olympische Spelen een ploegmaat van onder anderen Mousa Dembélé, Vincent Kompany, Thomas Vermaelen, Marouane Fellaini, Jan Vertonghen en Logan Bailly. Al die jongens stroomden later, net als Mirallas, door naar het eerste elftal van de Rode Duivels.
| Wedstrijden gespeeld voor de Olympische ploeg van Kevin Mirallas België | Wedstrijden gespeeld voor de Olympische ploeg van Kevin Mirallas België | Wedstrijden gespeeld voor de Olympische ploeg van Kevin Mirallas België | Wedstrijden gespeeld voor de Olympische ploeg van Kevin Mirallas België | Wedstrijden gespeeld voor de Olympische ploeg van Kevin Mirallas België | Wedstrijden gespeeld voor de Olympische ploeg van Kevin Mirallas België |
| №                                                                       | Datum                                                                   | Wedstrijd                                                               | Uitslag                                                                 | Soort Wedstrijd                                                         | Doelpunten                                                              |
| ----------------------------------------------------------------------- | ----------------------------------------------------------------------- | ----------------------------------------------------------------------- | ----------------------------------------------------------------------- | ----------------------------------------------------------------------- | ----------------------------------------------------------------------- |
| 1.                                                                      | 8 augustus 2008                                                         | Brazilië - België                                                       | 1 - 0                                                                   | groepsfase Olympische spelen 2008                                       | -                                                                       |
| 2.                                                                      | 10 augustus 2008                                                        | China - België                                                          | 0 - 2                                                                   | groepsfase Olympische spelen 2008                                       | 80'                                                                     |
| 3.                                                                      | 13 augustus 2008                                                        | Nieuw-Zeeland - België                                                  | 0 - 1                                                                   | groepsfase Olympische spelen 2008                                       | -                                                                       |
| 4.                                                                      | 16 augustus 2008                                                        | Italië - België                                                         | 2 - 3                                                                   | kwartfinale Olympische spelen 2008                                      | 45+2'                                                                   |
| 5.                                                                      | 19 augustus 2008                                                        | Nigeria - België                                                        | 4 - 1                                                                   | Halve finale Olympische spelen 2008                                     | -                                                                       |
| 6.                                                                      | 22 augustus 2008                                                        | Brazilië - België                                                       | 3 - 0                                                                   | Troostfinale Olympische spelen 2008                                     | -                                                                       |
| Totaal                                                                  | Totaal                                                                  | Totaal                                                                  | Totaal                                                                  | Totaal                                                                  | 2                                                                       |

Zijn interlanddebuut bij de nationale ploeg maakte Mirallas op 22 augustus 2007, in een EK-kwalificatiewedstrijd tegen Servië. Hij stond meteen in de basis en wist meteen te scoren. België won de wedstrijd met 3-2. Ook in zijn tweede wedstrijd, tegen Kazachstan, scoorde hij. In het begin van zijn interlandcarrière stond hij veel in de basis. Door de grote concurrentie verloor hij zijn plaats. Mirallas speelde 1 groot tornooi: WK 2014. Hij werd 74 keer geselecteerd voor de Rode Duivels en verzamelde hierin 60 caps en kwam 10 keer tot scoren. Mirallas maakte deel uit van een gouden generatie.
| Interlands van Kevin Mirallas België | Interlands van Kevin Mirallas België | Interlands van Kevin Mirallas België | Interlands van Kevin Mirallas België | Interlands van Kevin Mirallas België | Interlands van Kevin Mirallas België |
| №                                    | Datum                                | Wedstrijd                            | Uitslag                              | Soort Wedstrijd                      | Doelpunten                           |
| Als speler bij Lille OSC             | Als speler bij Lille OSC             | Als speler bij Lille OSC             | Als speler bij Lille OSC             | Als speler bij Lille OSC             | Als speler bij Lille OSC             |
| ------------------------------------ | ------------------------------------ | ------------------------------------ | ------------------------------------ | ------------------------------------ | ------------------------------------ |
| 1.                                   | 22 augustus 2007                     | België – Servië                      | 3 – 2                                | EK Kwalificatie 2008                 | 30'                                  |
| 2.                                   | 12 september 2007                    | Kazachstan – België                  | 2 – 2                                | EK Kwalificatie 2008                 | 24'                                  |
| 3.                                   | 13 oktober 2007                      | België - Finland                     | 0 - 0                                | EK Kwalificatie 2008                 | -                                    |
| 4.                                   | 17 oktober 2007                      | België - Armenië                     | 3 - 0                                | EK Kwalificatie 2008                 | -                                    |
| 5.                                   | 17 november 2007                     | Polen - België                       | 2 - 0                                | EK Kwalificatie 2008                 | -                                    |
| 6.                                   | 21 november 2007                     | Azerbeidzjan - België                | 0 - 1                                | EK Kwalificatie 2008                 | -                                    |
| 7.                                   | 26 maart 2008                        | België – Marokko                     | 1 – 4                                | Vriendschappelijk                    | -                                    |
| 8.                                   | 30 mei 2008                          | Italië – België                      | 3 – 1                                | Vriendschappelijk                    | -                                    |
| Als speler bij AS Saint-Étienne      |                                      |                                      |                                      |                                      |                                      |
| 9.                                   | 6 september 2008                     | België – Estland                     | 3 – 2                                | WK Kwalificatie 2010                 | -                                    |
| 10.                                  | 19 november 2008                     | Luxemburg – België                   | 1 – 1                                | Vriendschappelijk                    | 22'                                  |
| 12.                                  | 11 februari 2009                     | België – Slovenië                    | 2 – 0                                | Vriendschappelijk                    | -                                    |
| 13.                                  | 1 april 2009                         | Bosnië en Herzegovina – België       | 2 – 1                                | WK Kwalificatie 2010                 | -                                    |
| 14.                                  | 12 augustus 2009                     | Tsjechië – België                    | 3 – 0                                | Vriendschappelijk                    | -                                    |
| 15.                                  | 5 september 2009                     | Spanje – België                      | 5 – 0                                | WK Kwalificatie 2010                 | -                                    |
| 16.                                  | 9 september 2009                     | Armenië – België                     | 2 – 1                                | Kwalificatie WK 2010                 | -                                    |
| 17.                                  | 10 oktober 2009                      | België – Turkije                     | 2 – 0                                | WK Kwalificatie 2010                 | -                                    |
| 18.                                  | 14 oktober 2009                      | Estland – België                     | 2 – 0                                | WK Kwalificatie 2010                 | -                                    |
| 19.                                  | 14 november 2009                     | België – Hongarije                   | 3 – 0                                | Vriendschappelijk                    | 61'                                  |
| 20.                                  | 17 november 2009                     | Qatar – België                       | 0 – 2                                | Vriendschappelijk                    | -                                    |
| 21.                                  | 19 mei 2010                          | België – Bulgarije                   | 2 – 1                                | Vriendschappelijk                    | -                                    |
| Als speler bij Olympiakos Piraeus    |                                      |                                      |                                      |                                      |                                      |
| 22.                                  | 7 september 2010                     | Turkije – België                     | 3 – 2                                | EK Kwalificatie 2012                 | -                                    |
| 23.                                  | 25 maart 2011                        | Oostenrijk - België                  | 0 - 2                                | EK Kwalificatie 2012                 | -                                    |
| 24.                                  | 11 november 2011                     | België - Roemenië                    | 2 - 1                                | Vriendschappelijk                    | -                                    |
| 25.                                  | 15 november 2011                     | Frankrijk – België                   | 0 – 0                                | Vriendschappelijk                    | -                                    |
| 26.                                  | 29 februari 2012                     | Griekenland – België                 | 1 – 1                                | Vriendschappelijk                    | -                                    |
| 27.                                  | 25 mei 2012                          | België - Montenegro                  | 2 - 2                                | Vriendschappelijk                    | 25'                                  |
| 28.                                  | 2 juni 2012                          | Engeland – België                    | 1 – 0                                | Vriendschappelijk                    | -                                    |
| 29.                                  | 15 augustus 2012                     | België – Nederland                   | 4 – 2                                | Vriendschappelijk                    | -                                    |
| Als speler bij Everton               |                                      |                                      |                                      |                                      |                                      |
| 30.                                  | 7 september 2012                     | Wales – België                       | 0 – 2                                | WK-Kwalificatie 2014                 | -                                    |
| 31.                                  | 11 september 2012                    | België – Kroatië                     | 1 – 1                                | WK-Kwalificatie 2014                 | -                                    |
| 32.                                  | 12 oktober 2012                      | Servië – België                      | 0 – 3                                | WK-Kwalificatie 2014                 | 90+2'                                |
| 33.                                  | 16 oktober 2012                      | België – Schotland                   | 2 – 0                                | WK-Kwalificatie 2014                 | -                                    |
| 34.                                  | 26 maart 2013                        | België – Macedonië                   | 1 – 0                                | WK-Kwalificatie 2014                 | -                                    |
| 35.                                  | 29 mei 2013                          | Verenigde Staten – België            | 2 – 4                                | Vriendschappelijk                    | 6'                                   |
| 36.                                  | 07 juni 2013                         | België - Servië                      | 2 - 1                                | WK-Kwalificatie 2014                 | -                                    |
| 37.                                  | 14 augustus 2013                     | België – Frankrijk                   | 0 – 0                                | Vriendschappelijk                    | -                                    |
| 38.                                  | 06 september 2013                    | Schotland - België                   | 0 - 2                                | WK-Kwalificatie 2014                 | 89'                                  |
| 39.                                  | 11 oktober 2013                      | Kroatië - België                     | 1 - 2                                | WK-Kwalificatie 2014                 | -                                    |
| 40.                                  | 15 oktober 2013                      | België - Wales                       | 1 - 1                                | WK-Kwalificatie 2014                 | -                                    |
| 41.                                  | 14 november 2013                     | België - Colombia                    | 0 - 2                                | Vriendschappelijk                    | -                                    |
| 42.                                  | 19 november 2013                     | België – Japan                       | 2 – 3                                | Vriendschappelijk                    | 16'                                  |
| 43.                                  | 5 maart 2014                         | België – Ivoorkust                   | 2 – 2                                | Vriendschappelijk                    | -                                    |
| 44.                                  | 26 mei 2014                          | België – Luxemburg                   | 5 – 1                                | Vriendschappelijk                    | -                                    |
| 45.                                  | 7 juni 2014                          | België – Tunesië                     | 1 – 0                                | Vriendschappelijk                    | -                                    |
| 46.                                  | 22 juni 2014                         | België – Rusland                     | 1 – 0                                | WK 2014                              | -                                    |
| 47.                                  | 26 juni 2014                         | Zuid-Korea – België                  | 0 – 1                                | WK 2014                              | -                                    |
| 48.                                  | 1 juli 2014                          | Verenigde Staten – België            | 1 – 2                                | WK 2014                              | -                                    |
| 49.                                  | 5 juli 2014                          | Argentinië – België                  | 1 – 0                                | WK 2014                              | -                                    |
| 50.                                  | 4 september 2014                     | België – Australië                   | 2 – 0                                | Vriendschappelijk                    | -                                    |
| 51.                                  | 13 november 2015                     | België – Italië                      | 3 – 1                                | Vriendschappelijk                    | -                                    |
| 52.                                  | 1 september 2016                     | België – Spanje                      | 0 - 2                                | Vriendschappelijk                    | -                                    |
| 53.                                  | 7 oktober 2016                       | België – Bosnië en Herzegovina       | 4 – 0                                | Kwalificatie WK 2018                 | -                                    |
| 54.                                  | 10 oktober 2016                      | Gibraltar - België                   | 0 – 6                                | Kwalificatie WK 2018                 | -                                    |
| 55.                                  | 13 november 2016                     | België – Estland                     | 8 – 1                                | Kwalificatie WK 2018                 | -                                    |
| 56.                                  | 25 maart 2017                        | België – Griekenland                 | 1 – 1                                | Kwalificatie WK 2018                 | -                                    |
| 57.                                  | 28 maart 2017                        | Rusland – België                     | 3 - 3                                | Vriendschappelijk                    | 17'                                  |
| 58.                                  | 5 juni 2017                          | België – Tsjechië                    | 2 - 1                                | Vriendschappelijk                    | -                                    |
| 59.                                  | 14 november 2017                     | België – Japan                       | 1 – 0                                | Vriendschappelijk                    | -                                    |
| Als speler bij Olympiakos Piraeus    |                                      |                                      |                                      |                                      |                                      |
| 60.                                  | 27 maart 2018                        | België – Saoedi-Arabië               | 4 – 0                                | Vriendschappelijk                    | -                                    |
| Totaal                               | Totaal                               | Totaal                               | Totaal                               | Totaal                               | 10                                   |

Bijgewerkt t/m 27 augustus 2019

## Erelijst
| Kampioen Super League | 2× | 2010/11, 2011/12 |
| Beker van Griekenland | 1× | 2011/12          |

Individueel
| Competitie             | Aantal | Jaren   |
| ---------------------- | ------ | ------- |
| Topscorer Super League | 1×     | 2011/12 |

## Belastingontwijking
Eind 2014 werd bekend dat Mirallas in Luxemburg een vennootschap had opgericht om geld naartoe te sluizen om belastingen te ontwijken. De firma heet "Kmirallas".